# Roemenië in de Eerste Wereldoorlog
Ferdinand volgde op 10 oktober 1914 zijn oom, Carol I van Roemenië, op als koning. In het begin van de Eerste Wereldoorlog bleef Roemenië neutraal, hoewel er een sterke pro-geallieerde lobby was. Roemenië voelde zich cultureel verwant met de geallieerde landen Frankrijk en Italië. Bovendien had Roemenië een oogje op het Hongaarse Transsylvanië. Aan de andere kant zou dit betekenen dat Roemenië moest afzien van Bessarabië, dat bij Rusland hoorde. Ook lag Roemenië erg gevaarlijk tussen Oostenrijk-Hongarije en Bulgarije in.
Het Broesilov-offensief bracht verandering in Roemenië's afwachtende houding. De Russen wisten over een breed front tientallen, honderden kilometers op te rukken. Als Roemenië zich nu bij de Entente zou aansluiten, zou het de Centralen een dodelijke klap kunnen toebrengen op precies het juiste moment. De geallieerden beloofden Transsylvanië, en zegden bovendien toe ook vanuit Thessaloniki aan te vallen om zo de Bulgaren af te leiden. Als Roemenië niets zou doen zou het wellicht met lege handen achterblijven, en de Entente leek op dat moment de winnende partij.
Op 14 september 1916 besloot de koning mee te doen aan de Eerste Wereldoorlog tegen Oostenrijk-Hongarije, hoewel hij familie was van de Duitse keizer Wilhelm II. Door samenwerking met Engeland en Frankrijk wilde Ferdinand de Hongaarse Transsylvanië en Boekovina waar de Roemenen een groot deel van de bevolking waren, toevoegen aan Roemenië. Het leger trok de Karpaten over, maar binnen enkele dagen verklaarden Duitsland, Bulgarije en Turkije Roemenië de oorlog. Het Broesilov-offensief liep vast, de geallieerden boekten in Thessaloniki niet het verwachte resultaat, en een Duits-Bulgaars offensief uit het zuiden nam Roemenië in de tang. Bij de slag van Targu Jiu stond ook een van de eerste vrouwelijke Roemeense oorlogshelden op: Ecatarina Teodoroiu.
Ferdinand werd eind 1916 verpletterend verslagen en de regering moest uitwijken naar Iași. In Boekarest installeerden de Duitsers een militair regime, en ze bezetten de zuidelijke Dobroedzja. Begin 1918 moesten de Roemenen capituleren.
Na de wapenstilstand ontruimden de Centralen Roemenië en Ferdinand keerde terug naar Boekarest. Dankzij de territoriale verliezen van Hongarije en Rusland werd Roemenië flink uitgebreid.
In 1918, het einde van de Eerste Wereldoorlog, hadden Bessarabië en historisch Transsylvanië zich gevoegd aan Koninkrijk Roemenië. Transsylvanië kwam bij Roemenië nadat men in Alba Iulia had gestemd om te verenigen met Roemenië. Bessarabië verklaarde zich onafhankelijk in 1917 van Rusland, en sloot zich al snel aan bij Roemenië. De rest van huidig Transsylvanië, (het Maramureș, Banaat en Crișana) werd door het Verdrag van Trianon in 1920 Roemenië toegewezen.
Het Verdrag van Trianon had toen de huidige grens tussen huidig Hongarije en huidig Roemenië gevormd. De unie van Boekovina werd in datzelfde jaar ook Roemenië toegewezen, door het Verdrag van Versailles.
Op 15 oktober 1922 werd Ferdinand in Alba Iulia, in het hart van Transsylvanië, tot koning Ferdinand Intregitorul (degene die iets compleet maakt) van Groot-Roemenië gekroond.

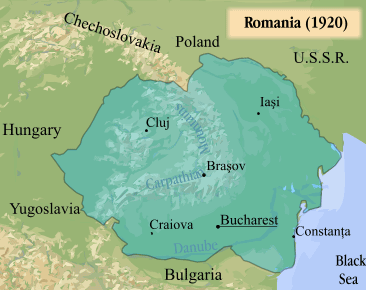
Groot-Roemenië